# Die Eselin

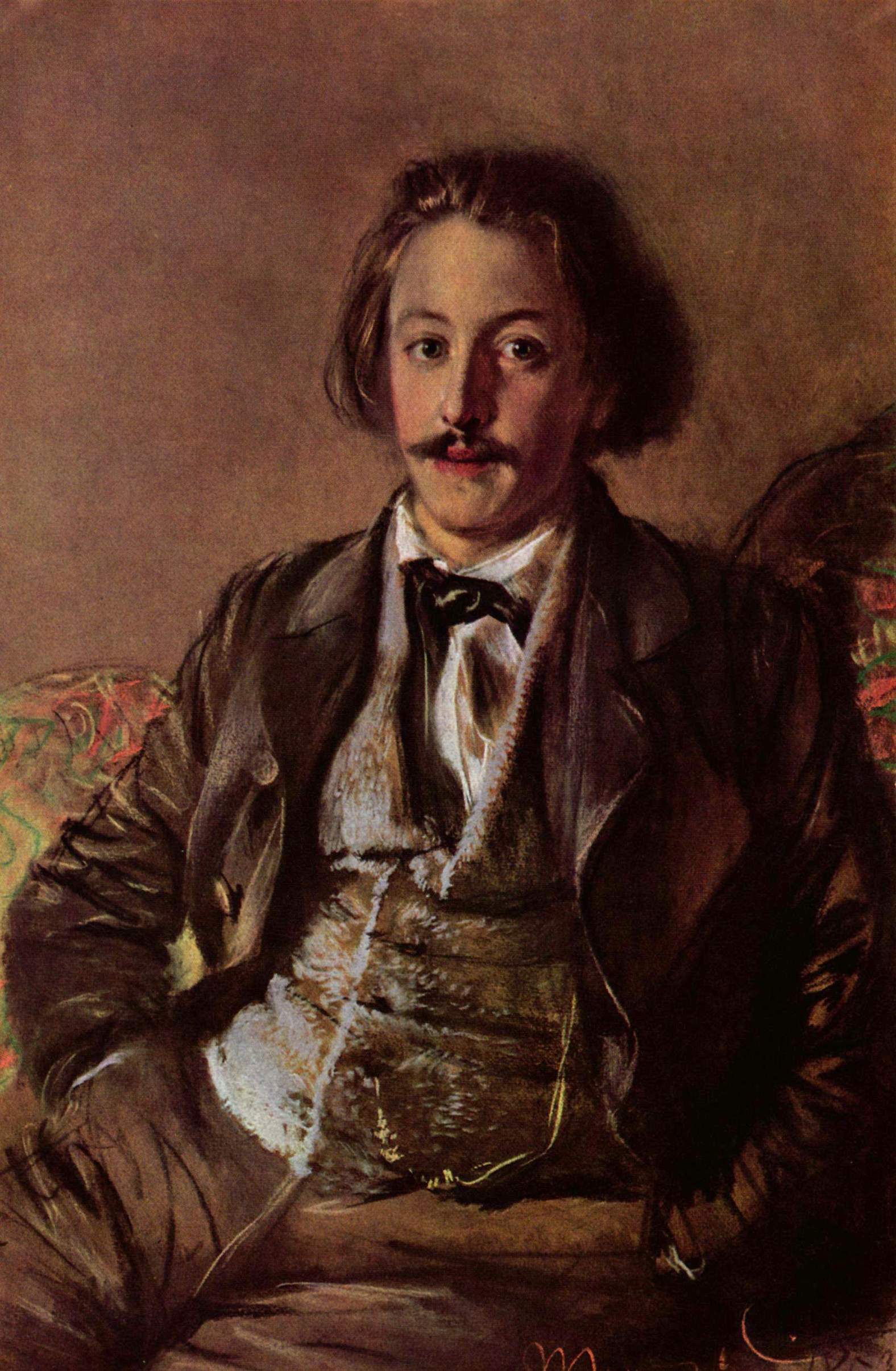
Paul Heyse auf einem Gemälde von Adolph Menzel anno 1853

Die Eselin ist eine Novelle des deutschen Nobelpreisträgers für Literatur Paul Heyse, die 1880 im Juliheft der Zeitschrift Nord und Süd in Breslau erschien.

## Inhalt
Wenige Jahre nach dem Deutsch-Französischen Krieg an der sächsischen Grenze zu Böhmen: Der Ich-Erzähler Eugen hatte als 24-Jähriger nach seiner Verwundung im Krieg die militärische Karriere notgedrungen beenden müssen und kuriert nun als Zivilist seine Blessuren auf dem Gut seines Schwagers in dem Grenzgebirge. Als der Jäger Eugen im Frühjahr durch den Wald zum benachbarten böhmischen Städtchen hinabsteigt, wird er vom Iahgeschrei eines Esels angezogen. Vor einem abgelegenen baufälligen Waldhäuschen wird er mit der 50-jährigen Lise Lamitz bekannt. Lise hatte in Prag in einem gräflichen Haus gedient und war als Dreißigjährige vom Sohn des Hauses geschwängert worden. Finanziell ganz anständig abgefunden, war Lise von der Herrschaft entlassen worden und hatte sich das Waldhäuschen gekauft. Nur in den ersten Jahren hatte sie der junge Herr Graf gelegentlich unterstützt.
Nun, zwanzig Jahre später, geht es Lises schwachsinniger einziger Tochter Hana ähnlich. Hana gibt in dem Häuschen ihrem Säugling Marie die Brust. Das Kind hat Hana von Franz, dem Sohn des Landrichters unten im Städtchen. Während der Empfängnis war die Eselin Minka dazwischengegangen und hatte von Franz einen Messerstich in den Nacken abbekommen.
Den ganzen Sommer über kuriert sich Eugen in einem Seebad aus. Im darauffolgenden Herbst – wieder bei seiner Schwester zu Gast – trifft der Jäger Eugen mit geschultertem Gewehr seine Bekannte Lise Lamitz abermals in der Nähe ihres Häuschens an; diesmal an einem Steilhang direkt über einem tiefen schwarzen Waldteich bei den Erlen. Hana ist mit der kleinen Marie ins Wasser gegangen, weil Franz unten im Städtchen mit der Tochter des begüterten Brauers Hochzeit hält. Hana hatte zu Lebzeiten den Franz jeden Abend erwartet. Er aber war nicht gekommen. Die Eselin Minka schleppt sich zum Teich. Auf Bitten von Lise Lamitz erschießt der Jäger Eugen das immer noch ziemlich verwundete Tier. Minka sinkt hinab zu Hana und Marie. Lise Lamitz bedankt sich. Eugen begibt sich in das Städtchen.
Am nächsten Tag erfährt er, in der Nacht hat Lise Lamitz in ihrem Häuschen Feuer gelegt und sich darin selbst verbrannt.

## Wörter
Paul Heyse streut – sich mit feinem Spott distanzierend – sparsam Bildungssprachliches ein:
- „Ihre übrige Toilette schien ihr soigniert genug zu sein.“[1]
- „In dieser Attitüde hätte sie einem Maler zum Modell dienen können …“[2]

## Verwendete Ausgabe
- Die Eselin S. 185–213 in: Paul Heyse: Andrea Delfin und andere Novellen. bb-Reihe Nr. 167. 213 Seiten. Aufbau-Verlag, Berlin 1966 (1. Aufl.)